# Duško Mrduljaš
Duško Mrduljaš (ur. 17 lipca 1951 w Splicie) – chorwacki wioślarz reprezentujący Jugosławię, brązowy medalista igrzysk olimpijskich.

## Kariera
W 1969 zdobył brązowy medal w dwójkach bez sternika na mistrzostwach świata juniorów w Neapolu. 
Wystąpił na igrzyskach olimpijskich w Monachium w 1972, zajmując jedenaste miejsce w dwójkach bez sternika. Na rozgrywanych cztery lata później igrzyskach olimpijskich w Montrealu razem ze Zlatko Celentem w tej samej konkurencji był czwarty. Jugosłowiańska dwójka przegrała walkę o podium z osadą RFN o 4,14 sekundy. Brał też udział w igrzyskach olimpijskich w Moskwie w 1980, gdzie osada Jugosławii w składzie: Duško Mrduljaš, Zlatko Celent i Josip Reić (sternik) zdobyła brązowy medal w dwójkach ze sternikiem. W wyścigu finałowym uplasowali się o 2,38 sekundy za osadą NRD i o 1,57 sekundy za osadą ZSRR. 
W 1979 zdobył złoty medal w dwójkach ze sternikiem na igrzyskach śródziemnomorskich w Splicie. 
Był też między innymi czwarty w dwójkach bez sternika na mistrzostwach świata w Amsterdamie (1977) oraz w dwójkach ze sternikiem na mistrzostwach świata w Bledzie (1979).
Kształcił się na Uniwersytecie w Splicie, gdzie ukończył ekonomię. Po zakończeniu kariery był działaczem sportowym i sędzią międzynarodowym. W 1996 założył przedsiębiorstwo ABA VELA. Członek Chorwackiego Komitetu Olimpijskiego, był też prezesem macierzystego klubu HVK Gusar.
Jego ojciec, Elko Mrduljaš i stryj, Jure Mrduljaš także byli wioślarzami; zdobyli złoty medal w ósemkach na mistrzostwach Europy w Belgradzie (1932).